# Carélien
Cet article concerne la langue carélienne. Pour le peuple carélien, voir Caréliens. Pour la race de poneys, voir Carélien (cheval).
 (août 2017).
Le carélien est une langue appartenant à la branche fennique de la famille des langues ouraliennes. Il est parlé par les Caréliens, habitants autochtones de la Carélie, vaste région allant du golfe de Finlande à la mer Blanche, à cheval sur la Finlande et la Russie actuelles.

## Aire linguistique
Originnellement parlée en Carélie, la langue s'est répandue à partir du XIIIe siècle sur les rives du lac Ladoga et vers l'actuel oblast de Tver.

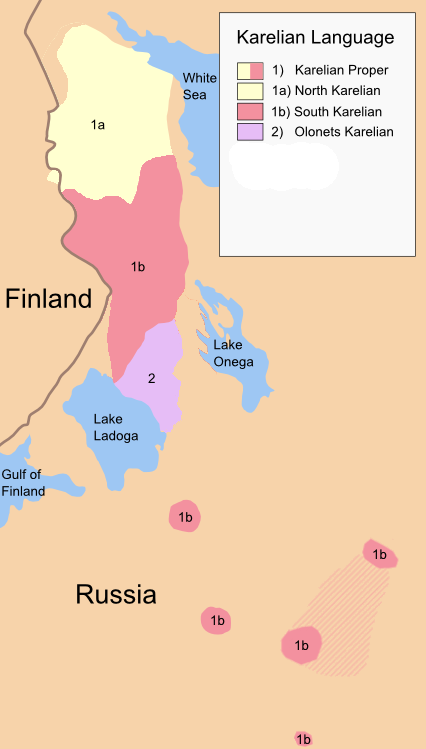
Carte des dialectes caréliens.

Le carélien est parlé par environ 25 000 personnes, majoritairement en République de Carélie (Russie) mais des communautés de langue carélienne existent aussi dans l'oblast de Tver, au nord-ouest de Moscou. Le carélien est aussi parlé en Finlande, par environ 5 000 locuteurs.

## Statut officiel
En République de Carélie, le carélien a le statut officiel de langue d'une minorité et, depuis la fin des années 1990, il est question de l'adoption d'une loi linguistique qui donnerait au carélien le statut de langue officielle à côté de la langue russe.
Dans l'oblast de Tver, les Caréliens ont une autonomie culturelle qui garantit l'usage du carélien à l'école et dans les médias.
En Finlande, le carélien a un statut officiel de langue nationale d'une minorité non régionale en application de la charte européenne des langues régionales ou minoritaires.

## Dialectes
Le carélien était classé autrefois parmi les dialectes du finnois. On le considère aujourd'hui comme une langue à part entière qui se distingue des dialectes caréliens parlés par les réfugiés de Carélie en Finlande, et leurs descendants, après la Seconde Guerre mondiale.
Il se subdivise en trois grands ensembles dialectaux :
1. le carélien proprement dit (10 000 locuteurs) ;
2. le carélien d'Olonets (Aunus), également appelé olonetsien ou livvi et parfois considéré comme une langue indépendante (15 000 locuteurs) ;
3. le lude, très proche du vepse et parfois considéré comme une langue indépendante (Quelques centaines de locuteurs).

## Classification
Le carélien appartient aux langues fenniques, branche des langues ouraliennes, il est proche du finnois. Le finnois et le carélien ont un ancêtre commun, le proto-carélien parlé autour du Lac Ladoga pendant l'âge du fer, le carélien forme un Continuum linguistique avec les dialectes de l'est de la Finlande. D'autres formes existent comme l'estonien et d'autres langues minoritaires autour de la mer Baltique.

## Écriture
De la première moitié du XIXe siècle aux années 1930, il y avait une écriture basée sur l'alphabet cyrillique. Le premier livre carélien imprimé était l'Évangile selon Matthieu, publié en 1820.
En 1931, l'alphabet carélien latinisé a été compilé et introduit.
Le 8 septembre 1937, un décret du Présidium du Comité exécutif central panrusse de l'URSS a été publié sur la traduction de l'écriture carélienne en alphabet russe. La langue écrite, créée sur la base des dialectes caréliens et livvik, était incompréhensible pour la plupart des caréliens, a fonctionné pendant une très courte période (environ deux ans) et n'a pas reçu de développement approprié. En 1939, l'enseignement de la langue carélienne dans les écoles de la république est annulé par directive. En 1940, la publication de littérature en langue carélienne a cessé.
En 1989, les autorités de Carélie ont officiellement approuvé les alphabets du carélien (dialecte de Livvik).
En 2007, l’alphabet carélien standardisé a été introduit et est utilisé pour l’écriture de toutes les variétés de carélien.
| A a | B b | C c | Č č | D d | E e |
| F f | G g | H h | I i | J j | K k |
| L l | M m | N n | O o | P p | R r |
| S s | Š š | Z z | Ž ž | T t | U u |
| V v | Y y | Ä ä | Ö ö | ’   |     |

## Le Kalevala
La poésie populaire carélienne a été la source principale du Kalevala, l'épopée nationale finlandaise.